# Emile Victor Rieu
Emile Victor Rieu CBE (ur. 10 lutego 1887 w Londynie; zm. 11 maja 1972 tamże) – literaturoznawca i tłumacz angielski.

## Życiorys
Syn Charlesa Pierre Henri Rieu (1820–1902) z Genewy, kustosza orientalnych rękopisów w British Museum i profesora arabistyki w Cambridge, oraz Agnes, córki Juliusa Heinricha Hisgen z Utrechtu. Emile kształcił się w St Paul's School w Londynie i Balliol College w Oksfordzie. W 1909 z powodów zdrowotnych opuścił Oksford i wyjechał za granicę.
W 1910 zatrudnił się w Oxford University Press, a dwa lata później otrzymał polecenie otwarcia filii w Bombaju. W 1914 poślubił córkę biznesmena z Pembrokeshire, Nelly Lewis. Mieli czworo dzieci. W 1918 Rieu dostał przydział do 105th Mahratta Light Infantry, w 1919 powrócił do pracy w Bombaju, lecz jeszcze tego samego roku wyjechał z Indii po kolejnym ataku malarii.

## Kariera tłumacza
W 1923 został dyrektorem edukacyjnym w Methuen & Co. Redagował z Peterem Wait serię Methuen's Modern Classics, do której opracował dwa tomy Essays by Modern Masters (1926, 1934). W 1933 awansował na dyrektora zarządzającego, lecz ta posada nie dawała mu zadowolenia. W 1936 zrezygnował ze stanowiska wciąż pozostając literackim doradcą firmy. Redagował z Waitem Modern Masters of Wit and Laughter (1938). Do 1944 służył jako major w Home Guard. W 1925 redagował antologię A Book of Latin Poetry. Miał zwyczaj tłumaczenia na głos swojej żonie, jej zaciekawienie Odyseją zachęciło go do rozpoczęcia prac i napisania własnej wersji tłumaczenia. Po II wojnie światowej przedstawił ją Allen Lane, właścicielowi Penguin Books. Mimo wielu zastrzeżeń do doświadczenia Rieu oraz rentowności zaproponowanego tłumaczenia, Lane wydał Odyseję w 1946 roku. Szef redakcyjny Penguin Books, William Emrys Williams, zauważył, że Rieu "czyni dobre książki jeszcze lepszymi". Odyseja zapoczątkowała serię Penguin Classics in Translation, którą Rieu redagował do 1964 roku.
Emile Rieu był też tłumaczem Pastoral Poems of Virgil (1949), Iliady (1950), Argonautyki Apolloniosa z Rodos jako The Voyage of Argo (1959). Wszystkie są świadectwem jego silnej wiary, że tłumaczenie powinno być skierowane ku współczesnym czytelnikom, nie nazbyt aktualnym językiem, lecz łatwo zrozumiałe dla wszystkich. Takie podejście miało duży wpływ na odniesiony przez Penguin Classics sukces. Do 1964 Odyseja sprzedała się w ponad dwumilionowym nakładzie.
Mimo francusko – szwajcarskich korzeni rodziny, Rieu zdaje się być bardzo angielski w swoim przywiązaniu do brytyjskich instytucji. W wieku 60 lat wstąpił do kościoła anglikańskiego, zajął się przygotowaniem tłumaczenia The Four Gospels (1952) i przystępuje do komisji kościołów nadzorującej prace nad New English Bible.

## Twórczość własna
Zasadniczo poważny z usposobienia, Rieu rozkoszował się w dowcipach słownych, pisał lekkie wiersze. Cuckoo Calling jego autorstwa została opublikowana w 1933, a w 1962 ponownie wydany z dodatkowymi wierszami pod tytułem The Flattered Flying Fish, and other Poems. W 1958 wybór skromnej twórczości Rieu znalazł się w A Puffin Quartet of Poets.

## Nagrody i osiągnięcia
W 1949 został uhonorowany literackim doktorem honoris causa Uniwersytetu w Leeds. W 1951 wybrany na prezydenta Virgil Society oraz odznaczony złotym jubileuszowym medalem Institute of Linguists. W 1953 r. został Komandorem Orderu Imperium Brytyjskiego. Od 1951 członek, a od 1958 wiceprezydent Royal Society of Literature, które w 1968 uhonorowało go srebrnym medalem Bensona.
Emile Victor Rieu zmarł 11 maja 1972 r. w swoim domu przy 31 Hurst Avenue w Londynie.